# Laura Teani
Laura Teani est une joueuse italienne de water-polo née le 13 mars 1991 à Stezzano. Elle a remporté avec l'équipe d'Italie la médaille d'argent du tournoi féminin aux Jeux olympiques d'été de 2016 à Rio de Janeiro.